# Jonny Arriba
Jonathan Arriba Monroy (Vall de Uxó, Castellón, 1 de noviembre del 2001) más conocido como Jonny Arriba es un futbolista español que juega como centrocampista en el Grupo Desportivo de Chaves de la Primeira Liga, cedido por el Villarreal Club de Fútbol.

## Trayectoria
Nacido en Vall de Uxó, Castellón, es un centrocampista formado en las categorías inferiores del CD Roda.
En la temporada 2021-22, forma parte de la plantilla del Villarreal CF "C" de la Tercera División de España, con el que disputa 33 partidos y anota 13 goles.
El 9 de enero de 2022, debutaría con el Villarreal CF "B" de la Primera División RFEF en un encuentro frente al Algeciras CF. 
El 19 de enero de 2022, renueva con el Villarreal Club de Fútbol.
Durante la temporada jugaría un total de 4 partidos con el primer filial castellonense, participando en el ascenso a la Segunda División de España. Durante la temporada 2021-22, participaría en 34 partidos de liga en los que anota un total de cuatro goles.
El 25 de julio de 2022, firma por el Grupo Desportivo de Chaves de la Primeira Liga, cedido por el Villarreal Club de Fútbol.

## Clubes
| Club                                | País     | Año             |
| ----------------------------------- | -------- | --------------- |
| Villarreal CF "C"                   | España   | 2021-2022       |
| Villarreal CF "B"                   | España   | 2022            |
| Villarreal Club de Fútbol           | España   | 2022-Actualidad |
| Grupo Desportivo de Chaves (cedido) | Portugal | 2022-Actualidad |